# Cullom (Illinois)
Cullom est un village du comté de Livingston dans l'Illinois, aux États-Unis,. Fondé en 1878, il est situé au nord-est du comté. Il est incorporé le 17 octobre 1901 et baptisé en référence à Shelby Cullom, 17e gouverneur de l'Illinois.

## Démographie
Lors du recensement de 2010, le village comptait une population de 555 habitants. Elle est estimée, en 2016, à 524 habitants.

### Source de la traduction
- (en) Cet article est partiellement ou en totalité issu de l’article de Wikipédia en anglais intitulé « Cullom, Illinois » (voir la liste des auteurs).